# Pallavolo ai XXVII Giochi del Sud-est asiatico - Torneo maschile
La torneo maschile di pallavolo ai XXVII Giochi del Sud-est asiatico si è svolta dal 13 al 21 dicembre 2013 a Naypyidaw, in Birmania, durante i XXVII Giochi del Sud-est asiatico: al torneo hanno partecipato sette squadre nazionali del Sud-est asiatico e la vittoria finale è andata per la sesta volta, la seconda consecutiva, alla Thailandia.

## Impianti
|                                                                                   |  |  |
|                                                                                   |  |  |
| Palazzetto dello Sport Zayarthiri Città: Naypyidaw Capienza: - Anno d'apertura: - |  |  |

## Regolamento

### Formula
Le squadre hanno disputato una prima fase a gironi con formula del girone all'italiana; al termine della prima fase:
- Le prime due classificate di ogni girone hanno acceduto alla fase finale per il primo posto strutturata in semifinali, finale per il terzo posto e finale.
- La terza classificata del girone A e l'ultima classificata del girone B hanno acceduto alla finale per il quinto posto.

### Criteri di classifica
Se il risultato finale è stato di 3-0 o 3-1 sono stati assegnati 3 punti alla squadra vincente e 0 a quella sconfitta, se il risultato finale è stato di 3-2 sono stati assegnati 2 punti alla squadra vincente e 1 a quella sconfitta.
L'ordine del posizionamento in classifica è stato definito in base a:
- Punti;
- Ratio dei set vinti/persi;
- Ratio dei punti realizzati/subiti.

## Squadre partecipanti
| Squadra    | Qualificazione      | Ultima partecipazione |
| ---------- | ------------------- | --------------------- |
| Birmania   | Paese organizzatore | Palembang 2011        |
| Cambogia   | -                   | Palembang 2011        |
| Indonesia  | -                   | Palembang 2011        |
| Laos       | -                   | Vientiane 2009        |
| Malaysia   | -                   | Palembang 2011        |
| Thailandia | -                   | Palembang 2011        |
| Vietnam    | -                   | Palembang 2011        |

## Torneo

### Fase a gironi
| Girone A   | Girone B  |
| ---------- | --------- |
| Birmania   | Indonesia |
| Cambogia   | Laos      |
| Malaysia   | Vietnam   |
| Thailandia | -         |

#### Girone A

##### Risultati
| 13 dicembre 2013 Palazzetto dello Sport Zayarthiri, Naypyidaw Durata: ? - Spettatori: ? | Thailandia | 3 - 0 | Malaysia   | 25-8, 25-12, 25-18         |
| 13 dicembre 2013 Palazzetto dello Sport Zayarthiri, Naypyidaw Durata: ? - Spettatori: ? | Cambogia   | 0 - 3 | Birmania   | 18-25, 16-25, 20-25        |
| 15 dicembre 2013 Palazzetto dello Sport Zayarthiri, Naypyidaw Durata: ? - Spettatori: ? | Cambogia   | 0 - 3 | Thailandia | 20-25, 23-25, 14-25        |
| 15 dicembre 2013 Palazzetto dello Sport Zayarthiri, Naypyidaw Durata: ? - Spettatori: ? | Birmania   | 3 - 0 | Malaysia   | 25-15, 25-21, 25-15        |
| 17 dicembre 2013 Palazzetto dello Sport Zayarthiri, Naypyidaw Durata: ? - Spettatori: ? | Malaysia   | 3 - 1 | Cambogia   | 22-25, 25-17, 25-18, 25-14 |
| 17 dicembre 2013 Palazzetto dello Sport Zayarthiri, Naypyidaw Durata: ? - Spettatori: ? | Thailandia | 3 - 0 | Birmania   | 25-22, 25-16, 25-22        |

##### Classifica
| Pos. | Squadra    | Pt | G | V | P | SV | SP | Ratio | PF  | PS  | Ratio |
| ---- | ---------- | -- | - | - | - | -- | -- | ----- | --- | --- | ----- |
| 1.   | Thailandia | 9  | 3 | 3 | 0 | 9  | 0  | MAX   | 225 | 155 | 1,451 |
| 2.   | Birmania   | 6  | 3 | 2 | 1 | 6  | 3  | 2,000 | 210 | 180 | 1,166 |
| 3.   | Malaysia   | 3  | 3 | 1 | 2 | 3  | 7  | 0,428 | 186 | 224 | 0,830 |
| 4.   | Cambogia   | 0  | 3 | 0 | 3 | 1  | 9  | 0,111 | 185 | 247 | 0,748 |

      Qualificata alla fase finale per il primo posto.
      Qualificata alla finale per il quinto posto.

#### Girone B

##### Risultati
| 14 dicembre 2013 Palazzetto dello Sport Zayarthiri, Naypyidaw Durata: ? - Spettatori: ? | Indonesia | 3 - 2 | Vietnam   | 32-30, 23-25, 17-25, 25-15, 15-9 |
| 16 dicembre 2013 Palazzetto dello Sport Zayarthiri, Naypyidaw Durata: ? - Spettatori: ? | Laos      | 0 - 3 | Indonesia | 13-25, 15-25, 16-25              |
| 18 dicembre 2013 Palazzetto dello Sport Zayarthiri, Naypyidaw Durata: ? - Spettatori: ? | Vietnam   | 3 - 0 | Laos      | 25-20, 25-16, 25-10              |

##### Classifica
| Pos. | Squadra   | Pt | G | V | P | SV | SP | Ratio | PF  | PS  | Ratio |
| ---- | --------- | -- | - | - | - | -- | -- | ----- | --- | --- | ----- |
| 1.   | Indonesia | 6  | 2 | 2 | 0 | 6  | 2  | 3,000 | 187 | 148 | 1,263 |
| 2.   | Vietnam   | 3  | 2 | 1 | 1 | 2  | 3  | 0.666 | 179 | 158 | 1,132 |
| 3.   | Laos      | 0  | 2 | 0 | 2 | 0  | 3  | 0,000 | 90  | 150 | 0,600 |

      Qualificata alla fase finale per il primo posto.
      Qualificata alla finale per il quinto posto.

### Fase finale

#### Finali 1º e 3º posto
|  | Semifinali | Semifinali | Semifinali |                 |    | Finale     | Finale    | Finale |
|  |            |            |            |                 |    |            |           |        |
|  | 1A         | Thailandia | 3          |                 |    |            |           |        |
|  | 1A         | Thailandia | 3          |                 |    |            |           |        |
|  | 2B         | Vietnam    | 0          |                 |    |            |           |        |
|  | 2B         | Vietnam    | 0          |                 | 1A | Thailandia | 3         |        |
|  |            |            |            |                 | 1A | Thailandia | 3         |        |
|  |            |            |            |                 |    | 1B         | Indonesia | 0      |
|  | 1B         | Indonesia  | 3          |                 |    | 1B         | Indonesia | 0      |
|  | 1B         | Indonesia  | 3          |                 |    |            |           |        |
|  | 2A         | Birmania   | 2          |                 |    |            |           |        |
|  | 2A         | Birmania   | 2          | Finale 3° posto |    |            |           |        |
|  |            |            |            |                 |    |            |           |        |
|  |            |            |            |                 |    | 2B         | Vietnam   | 3      |
|  |            |            |            |                 |    | 2B         | Vietnam   | 3      |
|  |            |            |            |                 |    | 2A         | Birmania  | 0      |

##### Semifinali
| 19 dicembre 2013 Palazzetto dello Sport Zayarthiri, Naypyidaw Durata: ? - Spettatori: ? | Thailandia | 3 - 0 | Vietnam  | 25-18, 25-21, 25-23               |
| 19 dicembre 2013 Palazzetto dello Sport Zayarthiri, Naypyidaw Durata: ? - Spettatori: ? | Indonesia  | 3 - 2 | Birmania | 25-20, 25-22, 21-25, 19-25, 15-13 |

##### Finale 3º posto
| 20 dicembre 2013 Palazzetto dello Sport Zayarthiri, Naypyidaw Durata: ? - Spettatori: ? | Birmania | 0 - 3 | Vietnam | 23-25, 18-25, 25-27 |

##### Finale
| 21 dicembre 2013 Palazzetto dello Sport Zayarthiri, Naypyidaw Durata: ? - Spettatori: ? | Thailandia | 3 - 0 | Indonesia | 25-20, 25-17, 25-21 |

#### Finale 5º
| 20 dicembre 2013 Palazzetto dello Sport Zayarthiri, Naypyidaw Durata: ? - Spettatori: ? | Malaysia | 2 - 3 | Laos | 20-25, 25-23, 26-24, 22-25, 16-18 |

## Classifica finale
| Pos | Squadra    |
| --- | ---------- |
|     | Thailandia |
|     | Indonesia  |
|     | Vietnam    |
| 4   | Birmania   |
| 5   | Laos       |
| 6   | Malaysia   |
| 7   | Cambogia   |